# Ślepczyk jaskiniowy
Ślepczyk jaskiniowy, ślepiec jaskiniowy, ślepczyk, śleporyb, śleporyb Jordana – niejednoznaczne nazwy zwyczajowe niewidomych form ryb jaskiniowych kilku gatunków lub podgatunków z rodzaju Astyanax. 
Klasyfikacja biologiczna rodzaju Astyanax ulegała wielu zmianom i nie została dotychczas ustalona, co w polskiej literaturze ichtiologicznej i akwarystycznej doprowadziło do pojawienia się licznych sprzeczności w nazewnictwie. Wymienionymi nazwami określano m.in.:
- Astyanax fasciatus mexicanus – ślepczyk jaskiniowy[1], ślepczyk[2]
- Astyanax mexicanus fasciatus – ślepczyk jaskiniowy, ślepczyk[3] (autor zaznaczył, że formę bezoką opisywano jako odrębny gatunek Astyanax jordani)
- Astyanax jordani – ślepczyk jaskiniowy[2]
- Astyanax mexicanus – ślepczyk jaskiniowy[4]

W „Atlasie ryb akwariowych” Kahl W., Kahl B. i Vogt D. pod synonimicznymi nazwami „ślepczyk jaskiniowy”, „ślepiec jaskiniowy” i „śleporyb Jordana” opisana została „bezoka forma lustrzenia meksykańskiego (Astyanax fasciatus mexicanus)”. Również w „Ryby : encyklopedia zwierząt” o lustrzeniu meksykańskim napisano, że „zwany jest m.in. ślepcem jaskiniowym”.